# Paralelo 32 norte

En los Estados Unidos,el paralelo define parte de la frontera entre Nuevo México y Texas.

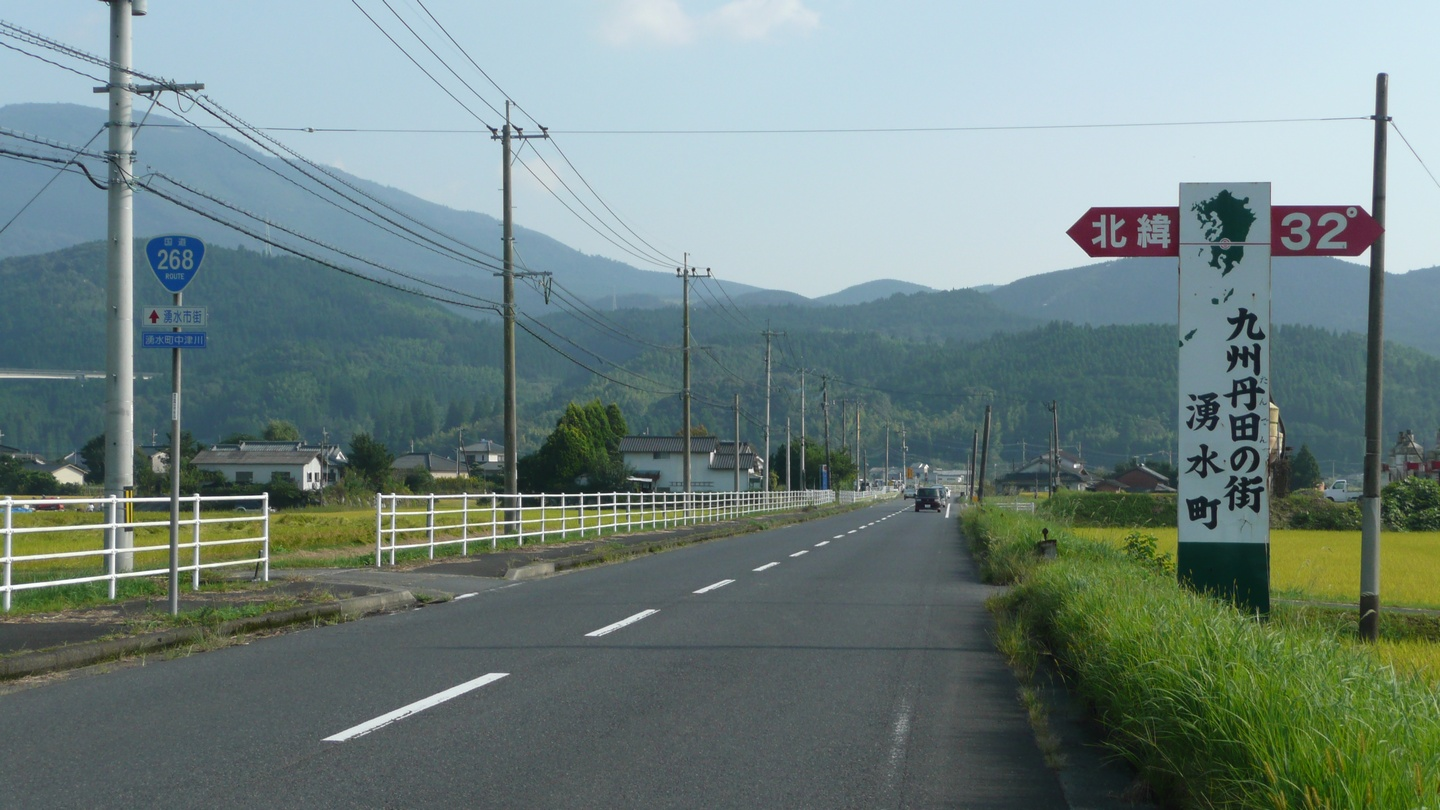
Señal marcando el Paralelo 32 Norte en Yusui, prefectura de Kagoshima, Japón.

El paralelo 32 norte es un paralelo que está 32 grados al norte del plano ecuatorial. Cruza África, Asia, el océano Pacífico, Norteamérica y el océano Atlántico.
En los Estados Unidos, el paralelo define parte de la frontera entre Nuevo México y Texas. 
Desde el 27 de agosto de 1992 hasta el 4 de septiembre de 1996, el paralelo definía el límite del sur del área de exclusión aérea de Irak como parte de la Operación de Vigilancia del Sur. Este límite fue luego trasladado al paralelo 33 norte.
A esta latitud el día dura 14 horas con 15 minutos en el solsticio de junio y 10 horas con 3 minutos en el solsticio de diciembre.

## Alrededor del mundo
Empezando desde el meridiano cero y hacia el este, el paralelo 32 norte pasa por:
| Coordenadas                        | País, territorio o mar   | Notas |
| ---------------------------------- | ------------------------ | --- |
| 32°0′N 0°0′E / 32.000, 0.000       | Argelia                  | |
| 32°0′N 9°8′E / 32.000, 9.133       | Túnez                    | |
| 32°0′N 10°47′E / 32.000, 10.783    | Libia                    | |
| 32°0′N 15°21′E / 32.000, 15.350    | Mar Mediterráneo         | Golfo de Sirte |
| 32°0′N 19°58′E / 32.000, 19.967    | Libia                    | |
| 32°0′N 24°49′E / 32.000, 24.817    | Mar Mediterráneo         | |
| 32°0′N 34°44′E / 32.000, 34.733    | Israel                   | Pasando por el Aeropuerto Ben Gurion de Tel Aviv |
| 32°0′N 35°0′E / 32.000, 35.000     | Cisjordania              | Controlado por Israel y Palestina |
| 32°0′N 35°32′E / 32.000, 35.533    | Jordania                 | Pasando justo al norte de Amán |
| 32°0′N 39°0′E / 32.000, 39.000     | Arabia Saudita           | |
| 32°0′N 40°6′E / 32.000, 40.100     | Irak                     | |
| 32°0′N 47°42′E / 32.000, 47.700    | Irán                     | |
| 32°0′N 60°50′E / 32.000, 60.833    | Afganistán               | |
| 32°0′N 69°18′E / 32.000, 69.300    | Pakistán                 | Áreas tribales (Pakistán)Áreas tribales Baluchistán (16 km) Jaiber Pastunjuá Punyab |
| 32°0′N 74°50′E / 32.000, 74.833    | India                    | Punjab Himachal Pradesh |
| 32°0′N 78°40′E / 32.000, 78.667    | Aksai Chin               | Región disputada entre India y China |
| 32°0′N 78°44′E / 32.000, 78.733    | China                    | Tíbet Qinghai Tíbet (por cerca de 12 km) Qinghai (por cerca de km) Tíbet (por cerca de 4 km) Qinghai (por cerca de 4 km) Tíbet Sichuan Chongqing Shaanxi Hubei Henan Anhui Jiangsu — justo al sur de Nanjing |
| 32°0′N 121°45′E / 32.000, 121.750  | Mar de la China Oriental | |
| 32°0′N 130°11′E / 32.000, 130.183  | Japón                    | Isla de Kyūshū: — Prefectura de Kagoshima — Prefectura de Miyazaki |
| 32°0′N 131°30′E / 32.000, 131.500  | Océano Pacífico          | |
| 32°0′N 116°51′O / 32.000, -116.850 | México                   | Baja California Sonora |
| 32°0′N 113°12′O / 32.000, -113.200 | Estados Unidos           | Arizona Nuevo México Frontera Nuevo México / Texas Texas — pasando por las ciudades de Midland y Hillsboro Luisiana Misisipi Alabama Georgia — pasando por la ciudad de Savannah                             |
| 32°0′N 80°50′O / 32.000, -80.833   | Océano Atlántico         | Pasando justo al sur de Bermudas Pasando justo al sur de islas Desertas, Madeira, Portugal |
| 32°0′N 9°22′O / 32.000, -9.367     | Marruecos                | |
| 32°0′N 2°56′O / 32.000, -2.933     | Argelia                  | |
- Datos: Q1135260